# Catholic Herald
The Catholic Herald je římskokatolický měsíčník se sídlem v Londýně, který byl založen v roce 1888 a je sesterskou organizací neziskového Catholic Herald Institute se sídlem v New Yorku. Po 126 letech vydávání jako týdeník se v roce 2014 stal časopisem. Počátkem roku 2023 koupila kontrolní podíl 50,1 % newyorská společnost GEM Global Yield LLC SCS (Luxembourg), která se zabývá alternativními aktivy. 565 000 čtenářů měsíčně si ho přečte online, 30 100 registrovaných odběratelů týdenního zpravodaje a čtenáři tištěných novin jsou distribuováni v USA a Velké Británii, v římskokatolických farnostech, velkoobchodech, Vatikánu, u kardinálů, katolických vlivných osobností a poštovních/digitálních předplatitelů.
Herald se stal duchovním domovem historických spisovatelů, jako jsou Evelyn Waugh, Graham Greene a G. K. Chesterton, publikuje přední katolické autory, mezinárodní zprávy a komentáře z celého světa, od George Weigela po Pierse Paula Reada. Sám sebe popisuje jako „odvážný a vlivný hlas v církvi, který se od roku 1888 zasazuje o tradiční katolickou kulturu a hodnoty“. V roce 2022 byl Catholic Herald nominován na ocenění roku v soutěži PPA Independent Publisher Awards a získal cenu PPA pro spisovatele roku, což bylo poprvé, kdy časopis získal cenu PPA. Deník Guardian jej označil za časopis s „vynikajícím rodokmenem“ a za „nejbližší římskokatolický týdeník, který v této zemi mají“.

## Historie
The Catholic Herald byl založen jako týdeník v roce 1888 a jeho prvním majitelem a vydavatelem byl novinář a novinový podnikatel narozený v severoirském Derry Charles Diamond, a to až do své smrti v roce 1934. V roce 1920 Diamond vydával Herald z vězení poté, co napsal článek vedoucího redaktora, který podporoval irský nacionalismus a údajně vybízel k atentátům v Irsku. 
Po jeho smrti noviny koupil Ernest Vernor Miles, čerstvý konvertita ke katolicismu a šéf společnosti New Catholic Herald Ltd. Miles jmenoval redaktorem hraběte Michaela de la Bédoyère, který tuto funkci zastával až do roku 1962. Od roku 1888 do roku 1962 měl Herald pouze dva redaktory a po mnoho let sídlil ve velké budově na rohu Whitefriars Street a Fleet Street naproti budově The Daily Telegraph a v blízkosti konkurenčních novin The Universe. Během svého působení ve funkci šéfredaktora z něj vytvořil velmi uznávané intelektuální noviny, které se často dostávaly do konfliktu s konzervativnějšími členy římskokatolické církve. Náklad se zvýšil na více než 100 000 výtisků.
Koncem třicátých let publikoval majitel Vernor Miles řadu článků, jako například Viscount Rothermere v Daily Mailu, v nichž projevoval určitou morální ambivalenci vůči vzestupu fašismu v Evropě. Herald však odsuzoval pouliční boje Černých košil Oswalda Mosleyho, antisemitismus a uctívání státní moci nad Bohem. 
De la Bédoyèrovým redaktorem zpravodajství byl spisovatel Douglas Hyde, rovněž konvertita, který přišel z komunistického deníku Daily Worker. Po odchodu ze strany v roce 1948 konvertoval ke katolicismu. Po své konverzi získal na konci 40. a v 50. letech mezinárodní renomé jako kritik komunismu.
De la Bédoyère se málem dostal do vězení za kritiku toho, co považoval za Churchillův ústupek „bezbožnému“ Sovětskému svazu. Pro Herald to byl nebezpečný okamžik, když Churchill obrátil svůj hněv proti časopisu. Redakční článek listu o Jaltské konferenci, v němž De la Bédoyère ostře kritizoval Churchillův a Rooseveltův postoj ke Stalinovi, vedl k tomu, že Churchilla musela uklidňovat jeho pravá ruka sir Desmond Morton, že De la Bédoyère není britský zrádce.
Po De La Bedoyereovi se stal redaktorem Desmond Fisher. Jako redaktor Heraldu se v letech 1962–1966 věnoval druhému vatikánskému koncilu, poté pracoval pro RTÉ. V Římě byl v roce 1962 před ustavením koncilu a zpravodajsky pokrýval zasedání v letech 1963 a 1964. Fisherovo zpravodajství o druhém vatikánském koncilu vyvolalo odpor v katolické hierarchii, v neposlední řadě u kardinála Johna Heenana z anglického Westminsteru. Majitelé listu Catholic Herald, pravděpodobně pod Heenanovým vlivem, odvolali Fishera z Londýna.
Nezávislost Heraldu měla pro Fishera velký význam. V roce 1962 ve svém prvním úvodníku pro Catholic Herald Fisher napsal, že laický a nezávislý katolický list má „svobodu, která je z novinářského hlediska nezbytná, má-li plnit to, co si představuje jako svou funkci, a která zbavuje hierarchii a duchovenstvo obecně jakékoli odpovědnosti za názory vyjádřené v jeho sloupcích.“
V osmdesátých letech, kdy se redaktorem stal Peter Stanford, publikace otevřeně podporovala levicovou politiku v Jižní Americe. Stephen Bates z deníku The Guardian uvádí, že v pozdějších devadesátých letech a na počátku roku 2000 se publikace pod vedením Williama Oddieho posunula doprava a publikovala kritiku liberálních biskupů a jezuitů. Bates dále uvedl, že redaktor Luke Coppen, dosazený v roce 2004, zaujímá vstřícnější postoj ke katolíkům všech politických směrů. Během jeho působení Oddie prohrál soudní spor za urážku na cti proti Batesovi.
Mnoho biskupů v Anglii, Irsku a Skotsku, včetně dublinského arcibiskupa Johna McQuaida, nesouhlasilo s názorem listu Herald na události II. vatikánského koncilu. McQuaid jej označil za „velmi sporný“. Když však Fisher rezignoval, mnoho dalších biskupů-účastníků II. vatikánského koncilu napsalo, že s Heraldem souhlasí.
Fisher vyrůstal v Derry ve 20. letech 20. století, v době nepokojů, které vedly k rozdělení v roce 1922. Po absolvování University College v Dublinu, kde se věnoval klasice, se v roce 1952 přestěhoval do Londýna, kde se stal londýnským redaktorem listu The Irish Press. Fisherovo zpravodajství o Druhém vatikánském koncilu bylo údajně tak pronikavé, že vídeňský kardinál Franz König prohlásil, že se z jeho zpráv dozvěděl více než z vlastní účasti na něm.
Desmond Albrow následoval Fishera jako redaktor během pozdějších zasedání II. vatikánského koncilu. V úvodníku z roku 1968, nazvaném „Publish and be Banned“ (30. srpna 1968), napsaném po zveřejnění encykliky Humanae vitae papežem Pavlem VI., Albrow vyjádřil názory mnoha katolíků v Británii i jinde poté, co encyklika odsoudila užívání umělé antikoncepce – papežův list, o němž redakční článek listu Herald prohlásil, že je ,římskou časovanou bombou: teologickým a pastoračním trhákemʻ.
Ryan navštěvoval Ampleforth a dokázal do Heraldu přivést slavného karikaturistu z 60. let Johna Ryana, který se stal ,zábavnou vizuální kronikou katolické církve po II. vatikánském konciluʻ. Ryan navštěvoval Ampleforth a mohl mluvit k běžným katolíkům, protože byl vzdělán v liturgické praxi církve před II. vatikánským koncilem, v níž byli vychováni i jeho posluchači. Ryanovy karikatury jemně zesměšňovaly římský klérus a kurii a jeho dílo se stalo nedílnou součástí týdenního zpravodajství listu Herald o církevních záležitostech, neboť Ryan ,žil a dýchal svým tématemʻ.
V 70. až 80. letech 20. století se na komerčním přežití Heraldu částečně podílelo přísné rozpočtové hospodaření ředitele Heraldu, Rakušana Otto Herschana, který byl známý tím, že kouřil dýmku. Ten byl poprvé jmenován generálním ředitelem v roce 1961 Vernorem Milesem. 
Herschanův smysl pro hospodárnost zajišťoval kontrolu redakčních nákladů prostřednictvím důkladného účetnictví a nechuti k jakýmkoli zbytečným výdajům, až po zpochybňování nákladů na zmrzlinu pro divadelního kritika. Jeho paměti Svatý kouř? odhalily, že jeho specialitou jako ředitele bylo zvát katolické velikány, aby psali za zanedbatelné částky. Spisovatelé jako Delia Smithová dostávali zaplaceno tím, že byli pozváni na oběd do klubu RAC.
Albrowa následoval aristokratický novinář Gerard Noel, autor 20 knih, který se v roce 1947 setkal s papežem Piem XII. v papežském paláci Castel Gandolfo. V letech 1971–1974 a 1982–1983 byl dvakrát redaktorem. Stuart Reid, pozdější zástupce šéfredaktora časopisu The Spectator, byl krátce šéfredaktorem v roce 1975, aby ho vystřídal Richard Dowden.
Po Dowdenovi následoval Terence Sheehy (1983–1988). Sheehy, který získal vzdělání u jezuitů v Londýně a Dublinu, byl v roce 1983 jmenován „dočasným“ redaktorem poté, co v letech 1942–1946 pracoval pro The Irish Catholic v Dublinu. Sheehy nevstoupil do doktrinálních a liturgických válek, které v 80. letech rozdělovaly církev, protože pro noviny stanovil populistický program, který měl pomoci jeho komerčním zájmům. Zaměstnával mladé novináře přímo z univerzity a v době, kdy se katolicismus začínal rozdělovat na frakce v důsledku střetu papeže Jana Pavla II. (Karola Wojtyly) s progresivnějšími složkami církve, držel střední kurz. Na tradicionalistu Sheehy překvapil čtenáře tím, že necenzuroval hlasy rozvedených, homosexuálů a pokrokových katolíků.
Informoval o různých skandálech, které vycházely z Vatikánu, a důrazně se bránil cenzuře ze strany kardinálů, biskupů a papežských nunciů, kteří se snažili o „uctivější“ linii. Sheehy vždy trval na tom, že Herald musí zůstat silným nezávislým hlasem v církvi. Příkladem může být jeho kampaň, kterou se snažil přimět Vatikán, aby požehnal mariánské svatyni v Međugorje v bývalé Jugoslávii. I když se mostarský biskup stavěl proti zprávám šesti vizionářů, Sheehy zveřejňoval články a zprávy poutníků, kteří tam měli vlastní zážitky. Věstník nakonec ovlivnil Vatikán, aby své názory na vize přehodnotil příznivějším způsobem. 
V roce 1988, kdy se stal šéfredaktorem Peter Stanford, časopis otevřeně podporoval levicovou politiku v Jižní Americe. Redaktorem byl od roku 1988 do roku 1992 a poté rezignoval, aby se mohl věnovat psaní knih. 
V letech 1992–1995 vydávala časopis The Catholic Herald Cristina Odoneová. Odoneová byla italsko-americká novinářka, vystudovala Marymount School a Oxfordskou univerzitu. Mladá, temperamentní redaktorka s nadáním pro hbitý jazyk a širokou sítí kontaktů vnesla do stísněné redakce nad kostelem svatého Josefa v londýnské čtvrti závan čerstvého vzduchu, přilákala do Heraldu známé katolické spisovatele a sama se stala jakousi celebritou. Střetla se s Otto Herschanem, v té době již také předsedou a akcionářem Heraldu, který byl ve své církevní politice značně liberální. Herschan se poprvé pohádal s publicistkou Alicí Thomas Ellisovou, která patřila k ortodoxním katolíkům s tradičním smýšlením, poté, co napsala článek odsuzující zesnulého liverpoolského arcibiskupa Dereka Worlocka. Tato sága přispěla k ukončení redakce Odoneové, jejíž rezignační dopis byl otištěn na titulní straně Catholic Herald.
V říjnu 1996 se po Odoneové do křesla šéfredaktorky posadila Deborah Jonesová, bývalá učitelka, která kdysi uvažovala o tom, že se stane řádovou sestrou. Ačkoli se Jonesová o místo redaktorky neucházela, předseda Otto Herschan usiloval o její jmenování, protože představenstvo chtělo zajistit, aby zpravodajství novin nebylo kontroverzní. Jonesová byla liberální katolička, popisovaná jako ,horlivá stoupenkyně moderních církevních reforem zavedených Druhým vatikánským koncilem v 60. letech 20. stoletíʻ.
Vydržela dva roky, než ji nahradil William Oddie. Stephen Bates z deníku The Guardian uvádí, že v pozdějších 90. letech a na počátku roku 2000 se Herald pod vedením šéfredaktora Oddieho posunul jiným směrem, doprava, a publikoval kritiku liberálních biskupů a jezuitů. Oddie byl jmenován šéfredaktorem v roce 1998, tedy v době, kdy Conrad Black, který je rovněž majitelem The Daily Telegraph a Jerusalem Post, vlastnil 47% podíl v Heraldu, zatímco podobný podíl držel hoteliér Sir Rocco Forte a zbylých 5 % předseda představenstva Peter Sheppard.
Už v roce 1996 vyvolal Oddie kontroverzi, když pod redakcí Odoneové publikoval článek, v němž se ptal: „Může být katolická loajalita vůči Koruně v současných podmínkách udržitelná?“. Tvrdil, že královna „dala královskou sankci sekularizaci křesťanského manželství“ tím, že podpořila prince z Walesu v rozvodu; rovněž tím, že princezně z Walesu odebrala titul královské výsosti, královna „znevážila mateřství“. V době jeho jmenování zveřejnil The Tablet, který hovořil za liberální katolický establishment, otevřený dopis k Oddieho jmenování, v němž mu vytýkal, že „nerozumí katolickému smýšlení“.

### Na počátku 3. tisíciletí
Za Oddieho redakce docházelo ke sporům. V roce 1999 rezignoval sloupkař otec David Torkington, který prohlásil, že Herald se od smrti kardinála Huma, který měl na noviny „stabilizující vliv“, „stáčí doprava“.
Jeho podpora Johna Warda, arcibiskupa z Cardiffu obviněného z krytí činů dvou známých kněží zapletených do obvinění ze sexuálního zneužívání, vedla k jeho pádu. Poté, co Oddie kritizoval novináře deníku Guardian Stephena Batese a tvrdil, že jeho popis aféry je "bezohledným výmyslem"; Herald byl úspěšně zažalován. Oddie v roce 2004 z funkce redaktora odstoupil. 
Oddieho nahradil redaktor Luke Coppen, který byl jmenován ve svých dvaceti letech. Coppen zavedl nový design spolu s novou redakční politikou, která měla „nadobro vyprovodit stále konzervativnější konkurenci“. To se Coppenovi podařilo a online čtenost Heraldu dosáhla 1,5 milionu čtenářů měsíčně.
Pod Coppenovým vedením byla internetová verze časopisu zpočátku tvořena pouze články z tištěného vydání Catholic Herald, později však přidal obsah určený pouze pro web, například reportáž z cesty papeže Benedikta XVI. do Spojených států v dubnu 2008. 
V prosinci 2014 byl Coppen pověřen představenstvem, jemuž předsedal Peter Sheppard, aby z Heraldu udělal týdeník s přepracovanou webovou stránkou, která by se věnovala aktuálním zprávám. Z názvu bylo vypuštěno slovo „The“ a časopis se začal jmenovat Catholic Herald. Oslavy obnovení vydávání 11. prosince 2014 se zúčastnil kardinál Cormac Murphy-O'Connor a princezna Michaela z Kentu.
V roce 2018 Black prodal svůj 47,5% podíl v Heraldu ředitelům Catholic Heraldu Williamu Cashovi, mnohokrát oceněnému redaktorovi a spisovateli, a Brooksovi Newmarkovi, podnikateli, filantropovi, bojovníkovi proti bezdomovectví a zakladateli charitativní organizace Angels for Ukraine, která od začátku války zachránila na Ukrajině více než 30 000 žen a dětí.
Americké tištěné vydání Catholic Herald bylo zahájeno 16. listopadu 2018 a členové představenstva v čele se sirem Roccem Forte cestovali do Washingtonu a New Yorku na různé zahajovací akce, kterých se účastnili přední američtí katolíci. Deník New York Post informoval o tom, jak „konzervativní britští katolíci přijeli do New Yorku“ a zúčastnili se různých akcí pořádaných Constance Watsonovou, pravnučkou Evelyna Waugha. 
Americké vydání bylo uzavřeno během pandemie COVID-19 poté, co byly uzavřeny kostely a šéfredaktor Damian Thompson odstoupil kvůli neshodám ohledně redakčního směřování amerického vydání. Vydavatelství Catholic Herald během pandemie uzavřelo své pobočky ve Washingtonu v březnu 2020 v důsledku uzavření amerických kostelů. Představenstvo Heraldu se poté rozhodlo přetvořit se v měsíčník s globálním vlivem, který využije možností digitálního předplatného a zaměří se na investice a další růst v Americe. 

### Nejnovější vývoj
Když Coppen po 14 úspěšných letech odstoupil, nahradil ho Dan Hitchens, bývalý zástupce šéfredaktora. Krátce poté, co Dan Hitchens nastoupil na pozici šéfredaktora v roce 2020, noviny oznámily, že budou vycházet měsíčně, což byla změna oproti předchozímu týdennímu formátu. Hitchens uvedl, že tato změna poskytne novinám možnost rozšířit svůj záběr a publikovat více materiálů online.
V dubnu 2020, kdy bylo ve Spojeném království vyhlášeno uzavření kostelů a výluka kvůli pandemii Covid-19, bylo americké tištěné vydání týdeníku sloučeno s britským tištěným vydáním a vznikl tak mezinárodní časopis. V lednu 2021 Hitchense nahradil William Cash. 
Cash byl předsedou od roku 2018 do února 2023 a od ledna 2021 je šéfredaktorem. Cash je dvojnásobným držitelem ocenění Editor of the Year v rámci PPA Independent Publisher Awards (2007 a 2008) a v roce 2022 získal také ocenění Writer of the Year za svou práci pro Catholic Herald. V lednu 2023 deník Daily Telegraph napsal: „The Catholic Herald je na koni poté, co se dostal do užšího výběru na ocenění Consumer Publication of the Year v rámci PPA Independent Publisher Awards 2022. Nyní expanduje a hledá nové publikum v USA, které jsou popisovány jako ,politické a morální bojiště katolické církveʻ“.
V březnu 2023 byl 50,1% podíl v Catholic Herald prodán newyorské společnosti GEM Global Yield LLC SCS (Luxembourg), alternativní investiční private equity skupině s pobočkami v Paříži, New Yorku a na Bahamách, přičemž předsednictví v Heraldu přešlo na zakladatele GEM Chrise Browna, zatímco Cash zůstal šéfredaktorem, ředitelem a akcionářem. Brown je také spolupředsedou francouzského módního časopisu L'Officiel, v němž GEM držel 65% podíl a který vybudoval po celém světě prostřednictvím mezinárodního licenčního franšízového modelu pokrývajícího 29 zemí. V květnu 2022 byl L'Officiel prodán hongkongské společnosti AMTD NYSE za 57 000 000 dolarů. Tento mezinárodní licenční model plánuje společnost GEM zopakovat s časopisem Catholic Herald v předních katolických zemích po celém světě a také licencovat obsah více než 100 let staré archivní knihovny Heraldu pro filmy, knihy a další digitální platformy (digitální knihovna Heraldu pochází z roku 1934).
Pod Cashovým oceňovaným vedením se návštěvnost webových stránek Heraldu výrazně zvýšila na více než půl milionu uživatelů měsíčně, z nichž více než 50 % pocházelo z Ameriky. Časopis zvýšil počet speciálních průzkumů, včetně nového přelomového „Top 250 amerických katolických vůdčích osobností dneška“ spolu s britskými katolickými vůdčími osobnostmi dneška.
Časopis byl nominován na cenu Editor of the Year (Consumer Magazine) v rámci PPA Independent Publisher Awards 2021, přičemž autor obálky Adam Dant byl nominován na cenu Cover of the Year a také na cenu Launch of the Year, za kterou Herald získal druhé místo. V roce 2022 byl Herald nominován na Magazín roku a Spisovatele roku a na slavnostním ceremoniálu v londýnské City 25. listopadu zvítězil v kategorii Writer of the Year (William Cash). V roce 2023 byl Cash na cenách PPA nominován na Editor of the Year (Consumer Media) a také na Writer of the Year, a to za články, které obsahovaly reportáž z Ukrajiny na začátku války a reportáže z různých poutí. „To, že jsem se dostal do užšího výběru v řadě, která zahrnuje vydavatelství Hearst, Bauer Media, Condé Nast, BBC, Future a Haymarket, ukazuje, jak se Herald vyvinul v přední světovou mediální značku,“ řekl Cash. „Nominace jsou do značné míry výsledkem týmové práce a odrážejí výjimečnou úroveň naší redakce.“

## Redaktoři
Mezi jeho redaktory patřili:
- Charles Diamond (1888–1934)
- Ernest Vernor Miles (1934)
- Michael de la Bédoyère (1934–1962)
- Desmond Fisher (1962–1966)
- Desmond Albrow (1966–1967)[22]
- Gerard Noel (1971–1974, 1982–1983)[23]
- Stuart Reid (1975)
- Richard Dowden (1976–1979)
- Terence Sheehy (1983–1988)[4]
- Peter Stanford (1988–1992)[4]
- Cristina Odone (1992–1996)
- Deborah Jones (1996–1998)
- William Oddie (1998–2004)[4]
- Luke Coppen (2004–2020)[4]
- Dan Hitchens (2020)
- William Cash (2021 – současnost)

## Přispěvatelé

### Současní přispěvatelé
- Quentin de la Bédoyère
- Ross Douthat[24]
- Paolo Gambi
- Kardinál Robert Sarah
- Sir Edward Leigh
- Robin Harris
- Peter Hitchens[24]
- Stephen Hough
- Sir James MacMillan
- Frank Cottrell-Boyce
- Howard Jacobson[24]
- Mary Kenny
- Kardinál George Pell[24]
- Libby Purves[24]
- Jacob Rees-Mogg[24]
- Stuart Reid
- Ronald Rolheiser[25]
- Matt Thorne
- Charles Coulombe
- Joseph Pearce
- Kardinál Vincent Nichols
- Biskup Erik Varden
- Biskup Mark Davies
- Petroc Trelawny
- John Walsh
- Michael White
- A. N. Wilson[24]
- Milo Yiannopoulos[26]
- Rowan Williams[27]

### Dřívější přispěvatelé
- G. K. Chesterton
- Hilaire Belloc
- Evelyn Waugh
- Ronald Knox
- Graham Greene
- Roger Alton
- Eamonn Andrews
- Claus von Bülow
- Paul Johnson
- Lord Longford
- Malcolm Muggeridge
- Martin Newland
- Kaikhosru Shapurji Sorabji
- Norman St John Stevas[23]
- Auberon Waugh

### Dřívější karikaturisté
- Mark Haddon
- John Ryan